# Житије Светог Саве (ТВ филм)
„Житије Светог Саве” је југословенски ТВ филм из 1986. године који је режирао Ратко Илић.

## Улоге
| Глумац     | Улога |
| ---------- | ----- |
| Љуба Тадић |       |